# Gunnar Dravnieks
Gunnar Dravnieks, född 18 augusti 1924 i Libau, Lettland, död 26 januari 1998 i Stockholm, var en byggnadsingenjör, redaktör och författare.
Han var son till Johan Dravnieks och Irma, född Listander. Efter utbildning till byggnadsingenjör 1949 arbetade han som bibliotekarie, redaktör och författare inom det byggnadstekniska området. Han var anställd vid K-konsult från 1955.
Dravniek belönades 1972 med Olle Engkvist-medaljen för sin dokumentation av byggteknisk litteratur.
Han är gravsatt i Österåkers kyrkogård i Vingåker.